# Нижнетавдинский район
Нижнетавди́нский райо́н — административно-территориальная единица (район) и муниципальное образование (муниципальный район) в Тюменской области России.
Административный центр — село Нижняя Тавда.

## География
Район находится на западе Тюменской области. Граничит: на севере — с Тобольским районом, на юго-востоке — с Тюменским районом, на востоке — с Ярковским районом, на западе с Тавдинским районом Свердловской области.
Площадь района — 7360 км², в том числе: земли сельскохозяйственного назначения — 378 тыс. га; земли поселений — 7,5 тыс. га; земли под объектами промышленности, транспорта, связи (и т. д.) — 2,8 тыс. га; земли особо охраняемых территорий и объектов (природно-охранного, природно-заповедного, оздоровительного, рекреационного, историко-культурного назначения) — 15 га; земли лесного фонда — 275 тыс. га; земли водного фонда — 10 тыс. га; земли запаса — 62 тыс. га.
На территории района расположено 87 озёр, из них в 20 ведётся промысловый лов рыбы. Наиболее крупные озёра — Большое и Среднее Тарманские, Большой Магат, Бачкуль, Сундукуль, Большое, Ивашкино. Протекает большая судоходная река Тавда, кроме неё протекает ещё около 30 рек и речушек, расположен Озёрно-болотный комплекс «Ишимбай».

## Население
| 2002    | 2009    | 2010    | 2011    | 2012    | 2013    | 2014    |
| ------- | ------- | ------- | ------- | ------- | ------- | ------- |
| 24 066  | ↗24 145 | ↘23 048 | ↗23 077 | ↗23 165 | ↗23 474 | ↗23 618 |
| 2015    | 2016    | 2017    | 2018    | 2019    | 2020    | 2021    |
| ↘23 393 | ↘23 109 | ↘22 813 | ↘22 216 | ↘21 941 | ↘21 672 | ↗26 968 |

Численность населения района на начало 2008 года достигла 24 тыс. человек. В общей численности население доля трудоспособного возраста составляет 60,1 %, моложе трудоспособного возраста — 19,7 %, старше трудоспособного возраста — 20,2 %. За 2007 год родилось 360 человек (111 % к 2006 г.), умерло 438 человек (91 %). Естественная убыль населения составила — 78 человек.
В районе проживают представители 17 национальностей: более 70 % — русские, около 15 % — татары, около 6 % — чуваши, а также украинцы, белорусы, немцы и т. д.

### Национальный состав
| Народ                                             | 2002 год чел.  | 2010 год чел. |
| ------------------------------------------------- | -------------- | ------------- |
| Русские                                           | 17548 (72,9 %) | 17265 (74,(%) |
| Татары                                            | 3547 (14,7 %)  | 3151(13,7 %)  |
| Чуваши                                            | 1422 (5,9 %)   | 1041 (4,5 %)  |
| Другие, в том числе не указавшие национальность   | 1549 (6,4 %)   | 1591 (6,9 %)  |
| Показаны народы c численностью более 1000 человек |                |               |

## История
Нижнетавдинский район образован на основании постановлений ВЦИК от 3 и 12 ноября 1923 года в составе Тюменского округа Уральской области из Антроповской, части Велижанской, Еланской, части Понизовской и Тавдинской волостей Тюменского уезда Тюменской губернии с центром в с. Тавдинское.
В район вошло 27 сельсоветов: Александровский, Андрюшинский, Антипинский, Антроповский, Большезаморозовский, Васюковский, Велижанский, Еланский, Ерёминский, Жиряковский, Искинский, Кругловский, Маркадеевский, Маслянский, Михайловский, Морозовский, Новоникольский, Носыревский, Паченский, Петрунькинский, Понизовский, Соколовский, Сосновский, Тавдинский, Троицкий, Тюнёвский, Черноярский.
Позднее с. Тавдинское было переименовано: на 1 января 1936 года — Нижнетавдинское, по данным Всесоюзной переписи населения 1939 года —- Нижняя Тавда. Точная дата переименования не установлена.
Постановлениями президиума Уралоблисполкома от:
17 июня 1925 года Тюнёвский сельсовет передан в Тюменский район;
30/31 декабря 1925 года образованы Сартовский и Юрт-Искинский сельсоветы, Маркадеевский сельсовет переименован в Чугунаевский;
13 октября 1926 года образованы Киндерский и Миясский сельсоветы.
Постановлениями ВЦИК от:
17 января 1934 года район включён в состав Обско-Иртышской области;
7 декабря 1934 года передан в состав Омской области.
25 января 1935 года — в состав района вошли Конченбургский и Троицкий сельсоветы, переданные из Ярковского района. Александровский, Большезаморозовский, Велижанский, Искинский, Кругловский, Михайловский, Новоникольский, Носыревский, Понизовский, Соколовский, Чугунаевский и Юрт-Искинский сельсоветы переданы в Велижанский район.
19 сентября 1939 года — упразднён Маслянский сельсовет. Жиряковский сельсовет передан в Верхнетавдинский район Свердловской области.
14 августа 1944 года передан во вновь образованную Тюменскую область.
13 сентября 1951 г. упразднён Васюковский сельсовет.
14 февраля 1952 г. Черноярский сельсовет переименован в Кругловский.
17 июня 1954 г. упразднены Еланский и Сартовский сельсоветы. Ереминский и Сосновский сельсоветы объединены в Черепановский.
14 ноября 1957 г. упразднён Кругловский сельсовет.
23 апреля 1959 г. образован Ключевской сельсовет. Антроповский, Конченбургский, Морозовский и Троицкий сельсоветы упразднены.
28 апреля 1962 г. в состав района вошли Искинский, Новоникольский, Носыревский и Чугунаевский сельсоветы, переданные из упразднённого Велижанского района.
1 февраля 1963 г. район упразднён. Территория вошла в состав Тюменского укрупнённого сельского района.
4 марта 1964 г. образован Нижнетавдинский сельский район из 14 сельсоветов, входивших в него до упразднения, а также Александровского, Бухтальского, Велижанского, Глубоковского, Миягинского и Тарманского сельсоветов, переданных из Тюменского сельского района.
12 января 1965 г. сельский район преобразован в район.
5 ноября 1965 г. с. Нижняя Тавда преобразовано в рабочий посёлок.
24 декабря 1965 г. Нижнетавдинский сельсовет упразднен.
29 мая 1969 г. образован Березовский сельсовет.
29 октября 1971 г. образован Кашаский сельсовет. Александровский сельсовет упразднён.
17 марта 1977 г. образован Нижнетавдинский сельсовет. Киндерский, Миягинский, Носыревский, Паченский и Петрунькинский сельсоветы упразднены.
24 мая 1991 г. р.п. Нижняя Тавда преобразован в с. Нижняя Тавда.
14 декабря 1991 г. Нижнетавдинский сельсовет переименован в Нижнетавдинский территориальный совет. В связи с преобразованием р.п. Нижняя Тавда в село образован Нижнетавдинский сельсовет.
16 апреля 1992 г. Нижнетавдинский территориальный совет переименован в Нижнетавдинский сельсовет с центром в с. Нижняя Тавда.

## Муниципально-территориальное устройство
В Нижнетавдинском муниципальном районе 17 сельских поселений, включающих 78 населённых пунктов:
| №  | Сельские поселения                 | Административный центр | Количество населённых пунктов | Население | Площадь, км2 |
| -- | ---------------------------------- | ---------------------- | ----------------------------- | --------- | ------------ |
| 1  | Андрюшинское сельское поселение    | село Андрюшино         | 3                             | ↗1014     | 143,70       |
| 2  | Антипинское сельское поселение     | село Антипино          | 7                             | ↗898      | 1081,40      |
| 3  | Берёзовское сельское поселение     | посёлок Березовка      | 3                             | ↗664      | 182,40       |
| 4  | Бухтальское сельское поселение     | село Бухтал            | 6                             | ↗1739     | 400,50       |
| 5  | Велижанское сельское поселение     | село Велижаны          | 4                             | ↗1662     | 193,40       |
| 6  | Искинское сельское поселение       | село Иска              | 5                             | ↗2020     | 198,64       |
| 7  | Канашское сельское поселение       | село Канаш             | 3                             | ↗494      | 218,36       |
| 8  | Ключевское сельское поселение      | посёлок Ключи          | 8                             | ↗1762     | 624,90       |
| 9  | Миясское сельское поселение        | село Мияссы            | 4                             | ↗693      | 662,10       |
| 10 | Нижнетавдинское сельское поселение | село Нижняя Тавда      | 2                             | ↗8399     | 341,05       |
| 11 | Новоникольское сельское поселение  | село Новоникольское    | 4                             | ↗376      | 426,20       |
| 12 | Новотроицкое сельское поселение    | село Киндер            | 9                             | ↘977      | 743,20       |
| 13 | Тавдинское сельское поселение      | село Конченбург        | 4                             | ↗797      | 766,00       |
| 14 | Тарманское сельское поселение      | село Средние Тарманы   | 2                             | ↗916      | 314,60       |
| 15 | Тюневское сельское поселение       | село Тюнево            | 5                             | ↗2894     | 526,00       |
| 16 | Черепановское сельское поселение   | село Черепаново        | 5                             | ↗549      | 162,20       |
| 17 | Чугунаевское сельское поселение    | посёлок Чугунаево      | 4                             | ↗1114     | 371,80       |

## Населённые пункты
| №  | Населённый пункт    | Тип     | Население | Муниципальное образование          |
| -- | ------------------- | ------- | --------- | ---------------------------------- |
| 1  | Андрюшино           | село    | 479       | Андрюшинское сельское поселение    |
| 2  | Антипино            | село    | 445       | Антипинское сельское поселение     |
| 3  | Антропово           | село    | 206       | Андрюшинское сельское поселение    |
| 4  | Аракчина            | деревня | 20        | Велижанское сельское поселение     |
| 5  | Ахманский           | посёлок | 51        | Новоникольское сельское поселение  |
| 6  | Ахманы              | деревня | 104       | Бухтальское сельское поселение     |
| 7  | Байкал              | деревня | 99        | Новотроицкое сельское поселение    |
| 8  | Белая Дуброва       | деревня | 250       | Канашское сельское поселение       |
| 9  | Березовка           | посёлок | 585       | Берёзовское сельское поселение     |
| 10 | Большая Заморозовка | деревня | 119       | Чугунаевское сельское поселение    |
| 11 | Большой Хутор       | деревня | 79        | Искинское сельское поселение       |
| 12 | Бугры               | деревня | 7         | Черепановское сельское поселение   |
| 13 | Бухтал              | село    | 747       | Бухтальское сельское поселение     |
| 14 | Велижаны            | село    | ↘1416     | Велижанское сельское поселение     |
| 15 | Вершина             | деревня | 57        | Антипинское сельское поселение     |
| 16 | Весёлая Грива       | деревня | 161       | Новоникольское сельское поселение  |
| 17 | Герасимовка         | деревня | 6         | Новоникольское сельское поселение  |
| 18 | Гузенеевский        | посёлок | 4         | Ключевское сельское поселение      |
| 19 | Девятково           | село    | 201       | Андрюшинское сельское поселение    |
| 20 | Елань               | село    | 99        | Антипинское сельское поселение     |
| 21 | Еремино             | село    | 94        | Черепановское сельское поселение   |
| 22 | Ивашкина            | деревня | 30        | Новотроицкое сельское поселение    |
| 23 | Ипкуль              | село    | 93        | Ключевское сельское поселение      |
| 24 | Иска                | село    | 1017      | Искинское сельское поселение       |
| 25 | Иска-Чебаково       | деревня | 5         | Новотроицкое сельское поселение    |
| 26 | Казанка             | деревня | 100       | Бухтальское сельское поселение     |
| 27 | Калиновка           | деревня | 33        | Берёзовское сельское поселение     |
| 28 | Камышинка           | деревня | 0         | Антипинское сельское поселение     |
| 29 | Канаш               | село    | 229       | Канашское сельское поселение       |
| 30 | Карагандинский      | посёлок | 411       | Тюневское сельское поселение       |
| 31 | Картымский          | посёлок | 303       | Тавдинское сельское поселение      |
| 32 | Киндер              | село    | 331       | Новотроицкое сельское поселение    |
| 33 | Ключи               | посёлок | 471       | Ключевское сельское поселение      |
| 34 | Конченбург          | село    | 189       | Тавдинское сельское поселение      |
| 35 | Красный Яр          | деревня | 333       | Искинское сельское поселение       |
| 36 | Крысова             | деревня | 63        | Черепановское сельское поселение   |
| 37 | Кунчур              | посёлок | 577       | Ключевское сельское поселение      |
| 38 | Кускургуль          | село    | 156       | Антипинское сельское поселение     |
| 39 | Лесозаводский       | посёлок | 261       | Тюневское сельское поселение       |
| 40 | Малая Заморозовка   | деревня | 39        | Чугунаевское сельское поселение    |
| 41 | Малые Велижаны      | деревня | 69        | Велижанское сельское поселение     |
| 42 | Малый Хутор         | деревня | 125       | Искинское сельское поселение       |
| 43 | Маслянка            | деревня | 19        | Новотроицкое сельское поселение    |
| 44 | Мияги               | деревня | 31        | Ключевское сельское поселение      |
| 45 | Мияссы              | село    | 493       | Миясское сельское поселение        |
| 46 | Морозовка           | деревня | 18        | Миясское сельское поселение        |
| 47 | Московка            | деревня | 66        | Велижанское сельское поселение     |
| 48 | Нижнепристанской    | посёлок | 9         | Миясское сельское поселение        |
| 49 | Нижние Тарманы      | деревня | 231       | Тарманское сельское поселение      |
| 50 | Нижняя Тавда        | село    | ↗8316     | Нижнетавдинское сельское поселение |
| 51 | Новоказанка         | деревня | 22        | Бухтальское сельское поселение     |
| 52 | Новоникольская      | деревня | ↘0        | Новотроицкое сельское поселение    |
| 53 | Новоникольское      | село    | 175       | Новоникольское сельское поселение  |
| 54 | Новопокровка        | деревня | 361       | Бухтальское сельское поселение     |
| 55 | Новотроицкое        | село    | 286       | Новотроицкое сельское поселение    |
| 56 | Новоуфимка          | деревня | 16        | Бухтальское сельское поселение     |
| 57 | Носырево            | село    | 86        | Тюневское сельское поселение       |
| 58 | Паченка             | село    | 169       | Новотроицкое сельское поселение    |
| 59 | Первомайский        | посёлок | 90        | Миясское сельское поселение        |
| 60 | Петрунькино         | село    | 90        | Тавдинское сельское поселение      |
| 61 | Понизовка           | деревня | 12        | Канашское сельское поселение       |
| 62 | Сартово             | село    | 182       | Тавдинское сельское поселение      |
| 63 | Соколовка           | деревня | 30        | Берёзовское сельское поселение     |
| 64 | Сосновка            | деревня | 15        | Черепановское сельское поселение   |
| 65 | Средние Тарманы     | село    | 489       | Тарманское сельское поселение      |
| 66 | Тангачи             | деревня | 40        | Ключевское сельское поселение      |
| 67 | Тандашково          | село    | 114       | Искинское сельское поселение       |
| 68 | Торгили             | посёлок | 276       | Ключевское сельское поселение      |
| 69 | Троицкое            | село    | 34        | Антипинское сельское поселение     |
| 70 | Тукман              | посёлок | 263       | Новотроицкое сельское поселение    |
| 71 | Турнаева            | деревня | 28        | Антипинское сельское поселение     |
| 72 | Тюнево              | село    | 1201      | Тюневское сельское поселение       |
| 73 | Черепаново          | село    | 310       | Черепановское сельское поселение   |
| 74 | Черноярка           | село    | ↘83       | Нижнетавдинское сельское поселение |
| 75 | Чугунаево           | посёлок | 593       | Чугунаевское сельское поселение    |
| 76 | Шапкуль             | деревня | 11        | Ключевское сельское поселение      |
| 77 | Штакульская         | деревня | 20        | Тюневское сельское поселение       |
| 78 | Юрты-Иска           | деревня | 256       | Чугунаевское сельское поселение    |

7 октября 2004 года были упразднены деревни Круглая, Новая Казань и село Александровка.
7 октября 2009 года была упразднена деревня Рысева.

## Достопримечательности

### Заказники
- комплексный биологический заказник федерального значения Тюменский (53 585 га) — четвёртый по площади в регионе
- комплексные зоологические заказники регионального значения Троицкий (32 240 га) и Гузенеево (10 900 га)

### Региональные памятники природы
- Заморозовский (2 327 га) — четвёртый по площади в регионе
- Весёлая грива (501 га)
- Новоаракчинский (318 га)
- Озёрно-болотный комплекс «Ишимбай» (100 га)
- Урочище Орлы (100 га)
- Липняк Шайтанский (30 га)

### Прочие
- воспроизводственно-охотничий участок «Емангильский»

## Археология, антропология и палеогенетика
- Стоянка Сосновый Остров — археологический памятник
- Велижанское святилище — археологический памятник «Велижаны-2»

## Известные жители
- Кашников, Пётр Михайлович — советский офицер, участник Великой Отечественной войны, танкист-ас, командир танка Т-34-85 «Мать-Родина».
- Рыбаков, Василий Денисович(14.04.1925 — 1999) — Герой Социалистического Труда. Родился в селе Сартово.
- Хохлов, Николай Александрович (1923—1944) — участник Великой Отечественной войны, Герой Советского Союза. Родился в деревне Паченка.